# Figura Editora
Figura Editora é uma editora brasileira criada em 2016 pelo ilustrador Rodrigo Rosa e sua esposa, Ivette Giraldo, em Porto Alegre. Seu primeiro lançamento foi o romance gráfico Sharaz-de - Contos de As Mil e Uma Noites que ganhou no ano seguinte o Troféu HQ Mix de "melhor adaptação para os quadrinhos" e de "melhor publicação de clássico". O principal foco da Figura é a publicação de quadrinhos clássicos ou pouco conhecidos no Brasil em edições de luxo com preços acessíveis financiadas principalmente através de crowdfunding.